# London Boulevard
Pour plus de détails, voir Fiche technique et Distribution.
London Boulevard est un film britannique réalisé par William Monahan, sorti en 2010. Il met en scène Colin Farrell, Keira Knightley, David Thewlis, Anna Friel et Ray Winstone, notamment.

## Synopsis
Un ex-taulard est embauché par une star du cinéma recluse chez elle. Mais son passé resurgit bien malgré lui. Évitant toutes les nombreuses opportunités pour revenir dans le milieu, Mitchel lutte pour son indépendance.

## Fiche technique
- Titre : London Boulevard
- Réalisation : William Monahan
- Scénario : William Monahan d'après le roman London Boulevard de Ken Bruen
- Direction artistique : Martin Childs et Sarah Stuart
- Décors : Celia Bobak
- Costumes : Odile Dicks-Mireaux (en)
- Photographie : Chris Menges
- Montage : Dody Dorn et Robb Sullivan
- Musique : Sergio Pizzorno
- Production : Quentin Curtis, Tim Headington, Graham King, William Monahan, Redmond Morris, Theodore Suchecki, Colin Vaines
- Société de production : GK Films, Henceforth Pictures, Projection Pictures, London Boulevard
- Pays d'origine : Royaume-Uni
- Format : Couleurs - 35 mm - 1,85:1 - DTS / Dolby Digital / SDDS
- Genre : néo-noir[1], drame, romance et film de gangsters
- Durée : 103 minutes
- Date de sortie : 26 novembre 2010

## Distribution
- Colin Farrell  (VF : Boris Rehlinger) : Mitchel
- Keira Knightley  (VF : Sybille Tureau) : Charlotte
- David Thewlis  (VF : Jean-François Vlérick) : Jordan
- Anna Friel (VF : Nathalie Karsenti) : Briony
- Ben Chaplin (VF: Renaud Marx ) : Billy Norton
- Ray Winstone (VF: Patrick Raynal) :  : Gant
- Eddie Marsan : DI Bailey
- Sanjeev Bhaskar : Dr. Raju
- Stephen Graham : Danny
- Ophelia Lovibond : Penny
- Jamie Campbell Bower : Whiteboy
- Velibor Topic : Storbor
- Lee Boardman : Lee
- Alan Williams : Joe
- Jonathan Cullen : Anthony Trent

## Tournage
Le film a été tourné à en grande partie à Londres : Dulwich, Ealing Studios, Holland Park, Pottery Lane (en) (Notting Hill), dans l'Essex, en particulier à Hammerwood Park (en) (Sussex de l'Est) et à Hollywood